# Castello di Uriage
Il castello di Uriage è un antico castello risalente all'XI secolo e profondamente rimaneggiato. Sorge nel comune di Saint-Martin-d'Uriage, in Francia, ed è considerato un dei più bei castelli feudali nei pressi di Grenoble.
Diversi elementi del castello e dei suoi dintorni sono iscritti o classificati come monumenti storici. Essendo in gestione a dei privati, il castello non è liberamente visitabile. Tuttavia è aperto al pubblico due giorni all'anno durante le Giornate europee del patrimonio.

## Posizione
Il castello di Uriage si trova nel comune di Saint-Martin-d'Uriage, vicino a Grenoble, nel dipartimento francese dell'Isère, nella regione Alvernia-Rodano-Alpi. È costruito sulla cima della collina che domina la gola del Sonnant e la località termale di Uriage les Bains, ai piedi della Catena di Belledonne.

## Storia

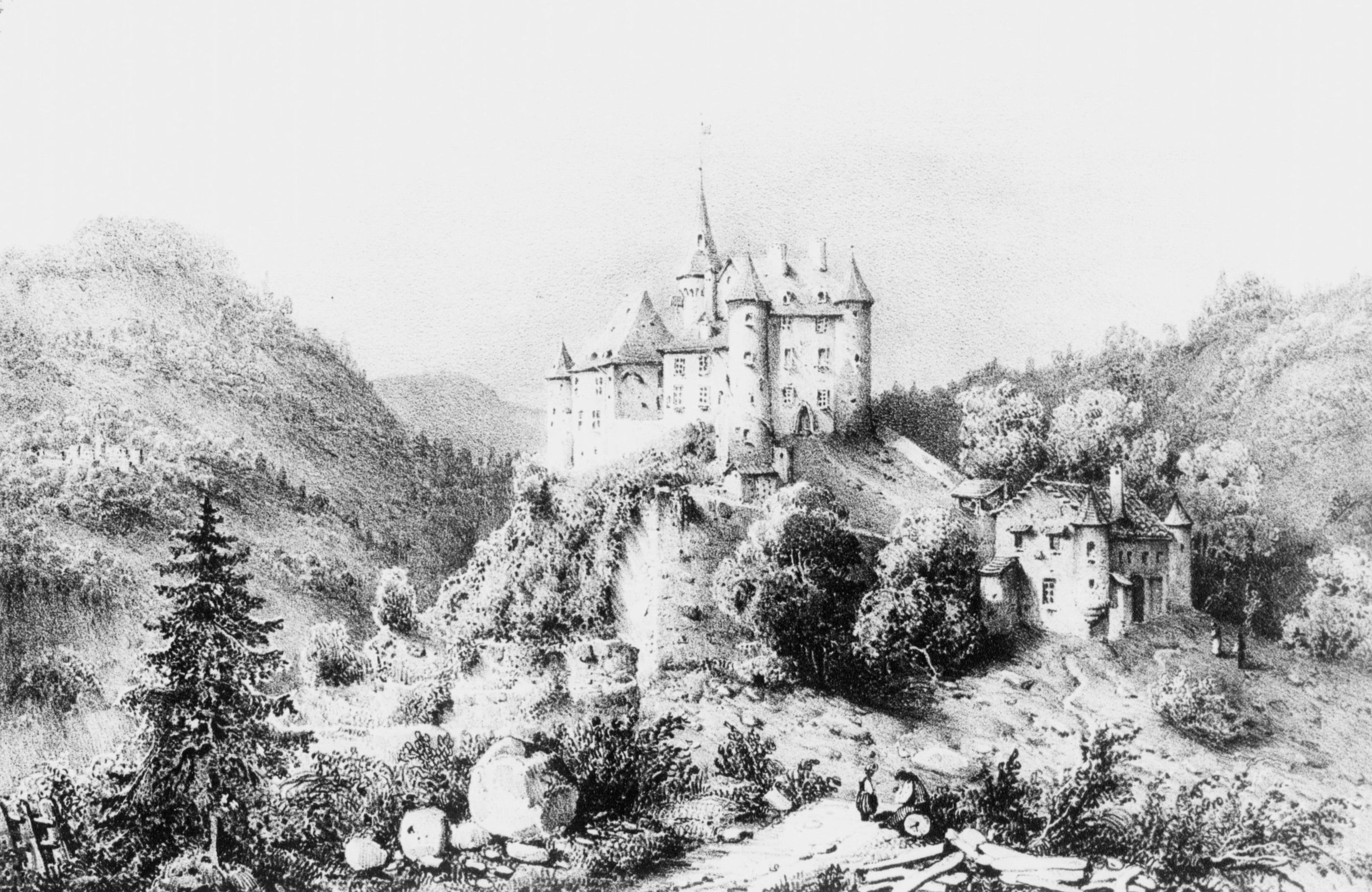
Castello di Uriage, litografia di Victor Cassien (1808-1893).

Nel 1085 si ha la prima menzione scritta del castello, nel registro dei beni ecclesiali del vescovo Ugo di Grenoble: si parla allora di una motta castrale. I primi proprietari del castello sono un'influente famiglia del Delfinato, gli Alleman (Alamannus o Alemannus de Auriatge'').
Tra il XII e il XIII secolo la motta castrale con la torre in legno diventa un castello di pietra composto da un mastio e una cinta fortificata, nell'ala ovest del complesso attuale. I signori di Uriage, fedeli al Delfino, espandono in contemporanea anche il borgo fortificato (oggi scomparso) e la loro influenza sui borghi vicini.
Nel 1496, sotto il dominio di Soffrey Alleman, la signoria di Uriage viene eretta a baronia dal re Carlo VIII, probabilmente in segno di gratitudine per i numerosi servizi resi al regno.
Nel 1630 l'ultimo barone d'Uriage cede il castello a Thomas Boffin.
Nel 1687 il castello e la baronia passano, tramite matrimonio, alla famiglia Langon, mentre nel XIX secolo viene ereditato dal conte ed egittologo Louis de Saint-Ferriol, che trasforma il castello in un museo.
Requisito dall'esercito nel 1940, il castello ospita l'École Nationale des Cadres durante il regime di Pétain.
Il castello, venduto dall'esercito nel 1968, è oggi (anni 2020) di proprietà privata e non visitabile all'interno.
Gli archivi del castello d'Uriage sono conservati presso gli Archivi dipartimentali dell'Isère.

## Descrizione
Il castello è costituito da due massicci corpi di fabbrica detti Châteauvieux e Châteauneuf, collegati tra loro da una imponente galleria e una terrazza. La costruzione detta Châteauvieux risale al XII o XIII secolo ed è coronata da una torretta con abbaino del XVII secolo; due torri angolari a pianta circolare completano la struttura ad ovest. La parte detta Châteauneuf, più elegante e risalente al XV secolo, è a sua volta circondata da due torri angolari a pianta circolare. La galleria è detta Galleria François Ier e risale al XVI secolo.
È probabile che restino tracce di elementi architettonici risalenti all'epoca della sua costruzione da parte della famiglia Alleman nel X secolo, ma la maggior parte delle strutture risalgono ai rimaneggiamenti del XV e XIX secolo.

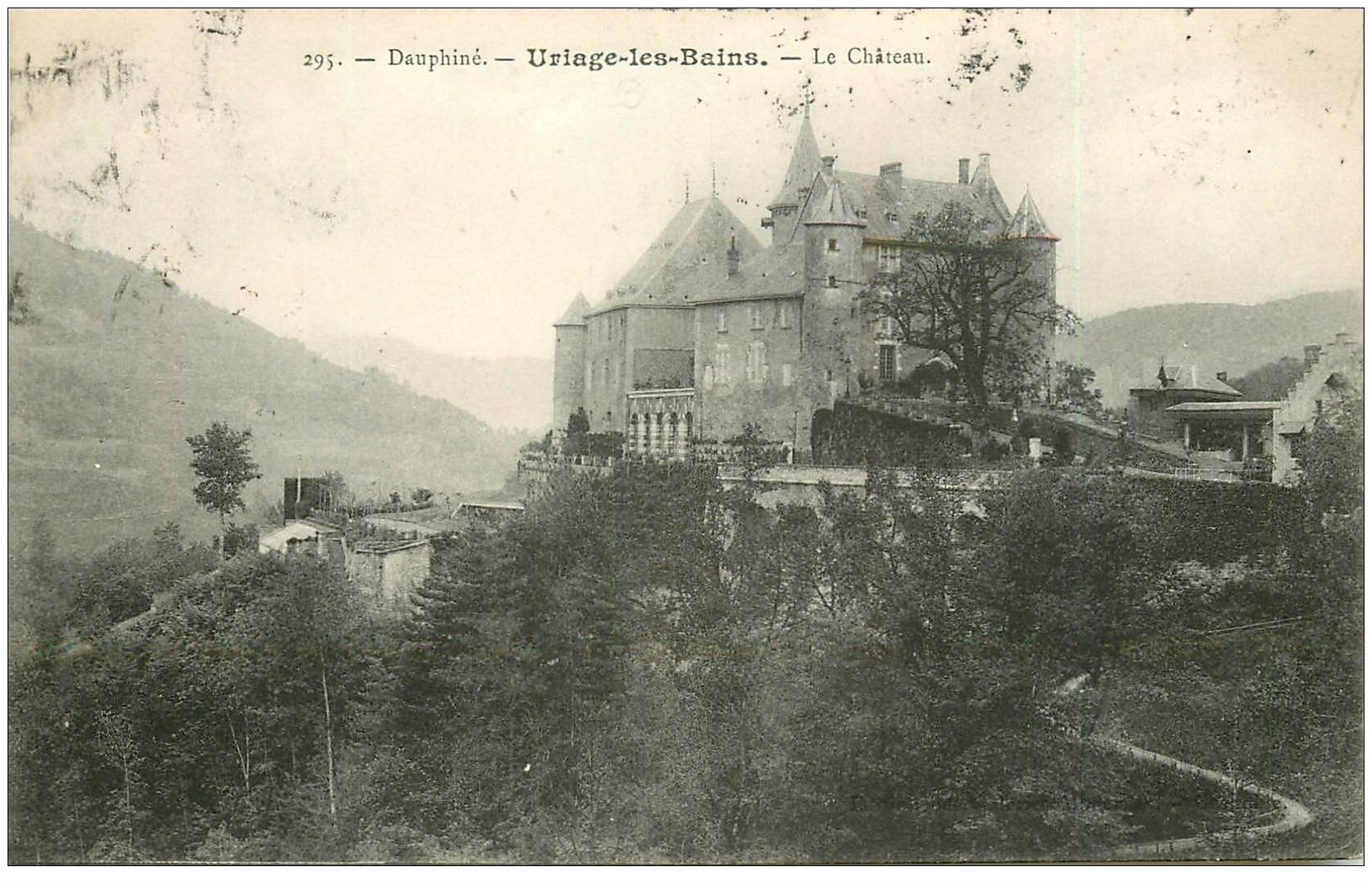
Cartolina del castello del 1909
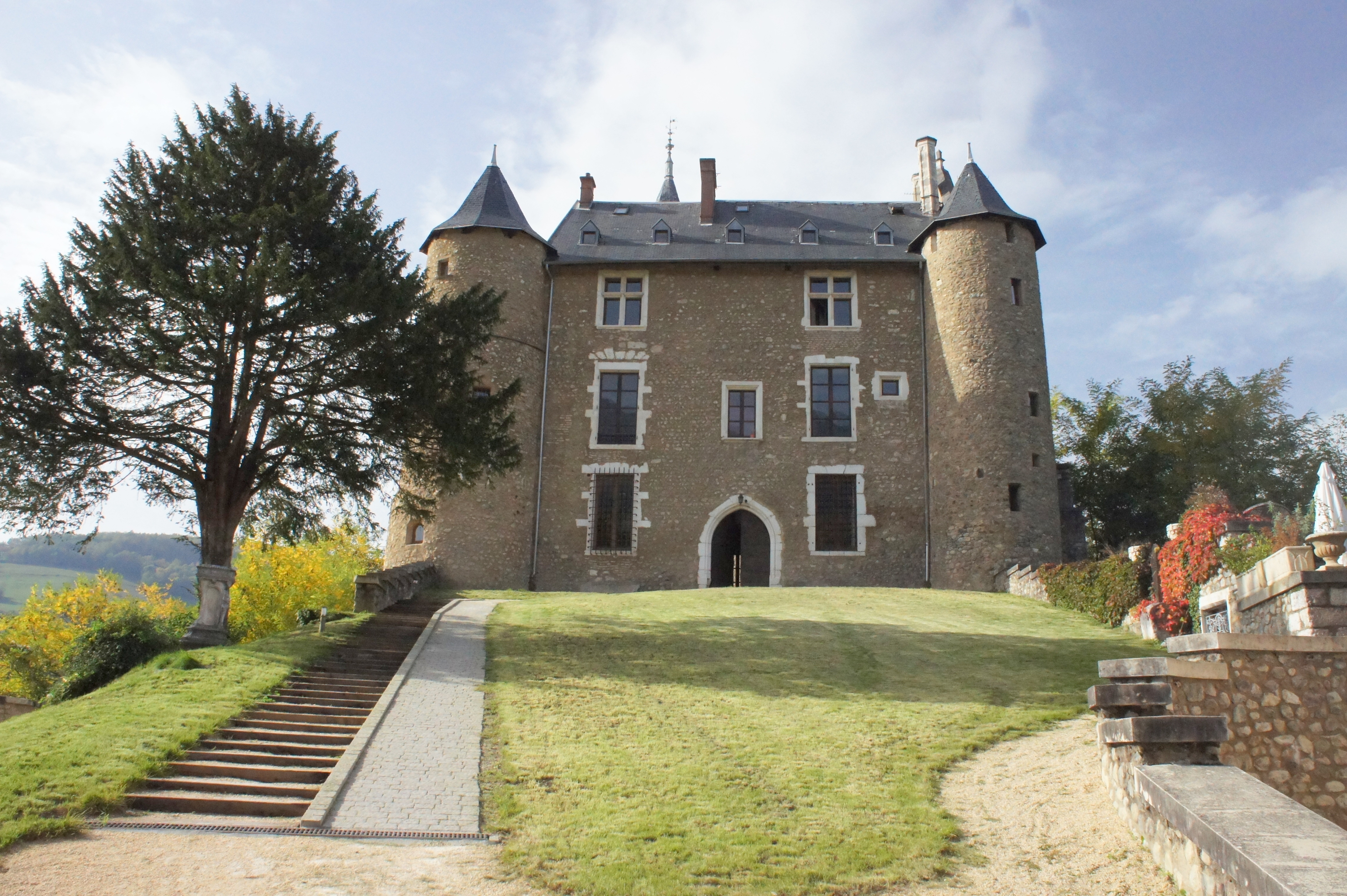
Facciata del castello
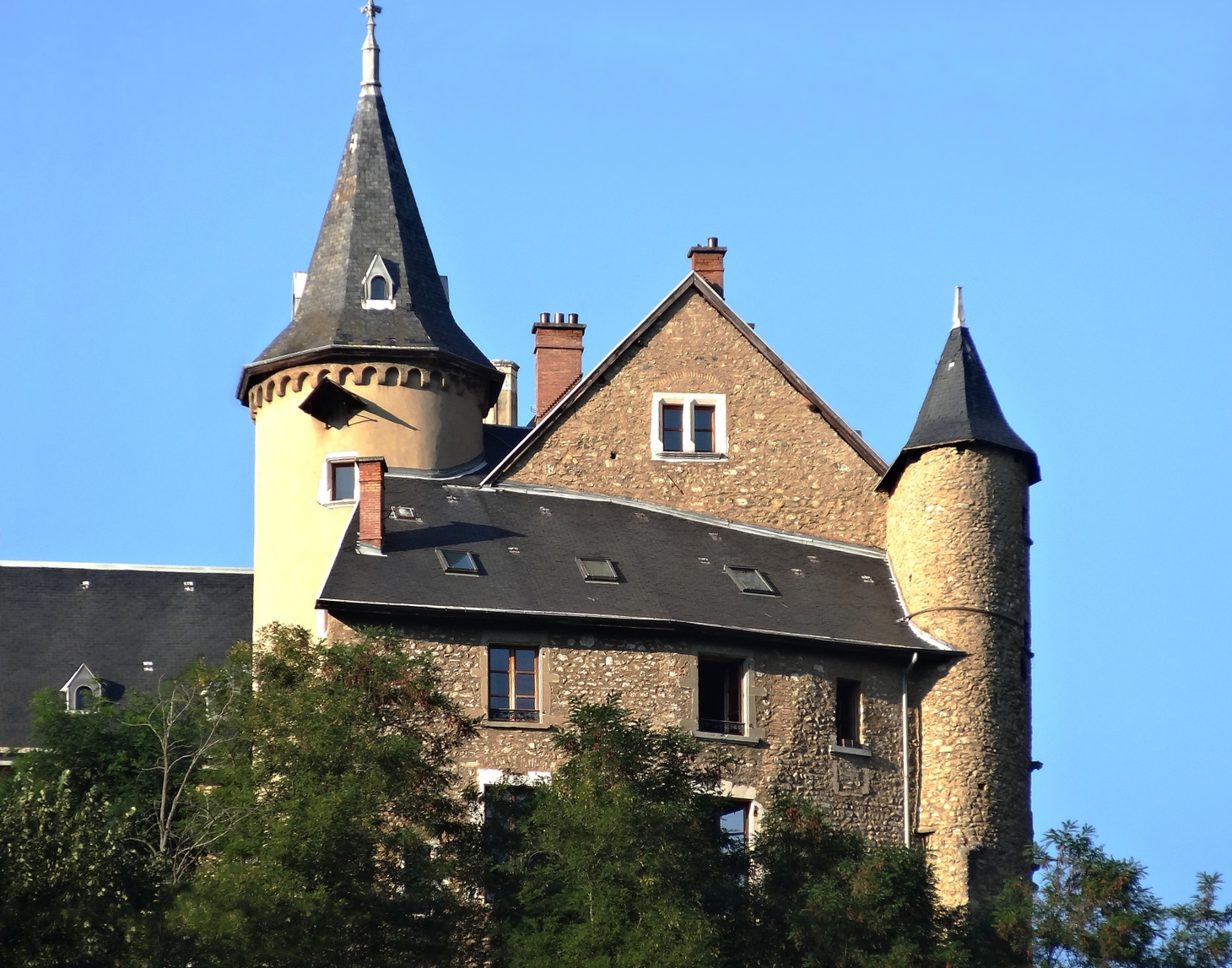
Un altro lato del castello
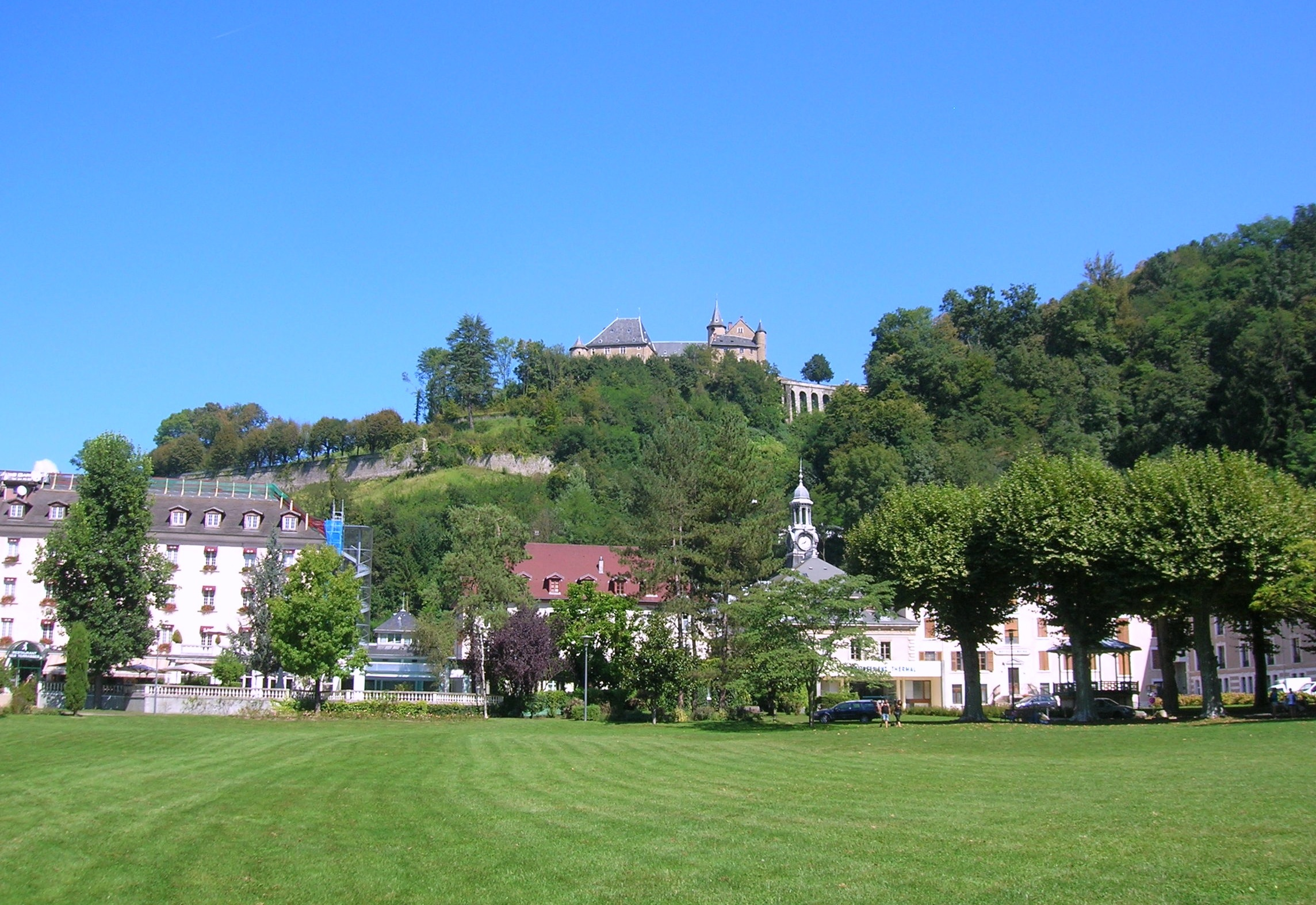
Il castello e il complesso termale visti dal parco di Uriage les Bains.